# Бієнтевіо малий
Бієнте́віо малий (Myiozetetes luteiventris) — вид горобцеподібних птахів родини тиранових (Tyrannidae). Мешкає в Амазонії та на Гвіанському нагір'ї.

## Підвиди
Виділяють два підвиди:
- M. l. luteiventris (Sclater, PL, 1858) — від південно-східного Колумбії і східного Еквадору до південно-східної Венесули, східного Перу, північної Болівії і Бразильської Амазонії;
- M. l. septentrionalis Blake, 1961 — Гвіана і північно-східна Бразилія.

## Поширення і екологія
Сіроголові бієнтевіо мешкають в Колумбії, Еквадорі, Перу, Болівії, Венесуелі, Гаяні, Суринамі, Французькій Гвіані і Бразилії. Вони живуть у вологих рівнинних тропічних лісах та на болотах. Зустрічаються на висоті до 600 м над рівнем моря.